# Женска права у Саудијској Арабији
Женска права у Саудијској Арабији дефинисана су исламом и племенским обичајима. На Арапском полуострву живе патријархална, номадска племена, у којима постоји одвајање жена и мушкараца.
Све жене, без обзира на године, морају имати мушког старатељ, обично оца или супруга. Жене су дужне да од старатеља траже дозволу за: брак и развод, путовања (до 45. године), образовање, запошљавање, отварање банковног рачуна; хируршки захват. Службено је допуштено, да жене слободно траже запослење без дозволе старатеља од 2008. године.
Жене не могу гласати и бити на високим политичким положајима. 
Саудијска Арабија била је последња земља у свету, која је женама забрањивала вожњу аутомобила. Око 21% саудијских жена део је радне снаге.
Постоје докази, да неке жене у Саудијској Арабији не желе промене. Чак и многи заговорници реформа одбијају западне критичаре, јер "не разумију јединственост саудијског друштва." 